# Canary Bird
Rosa xanthina 'Canary Bird', est un rosier hybride de Rosa xanthina créé au début du XXe siècle par William Paul.

## Description
Ce rosier aux fleurs simples à 5 pétales de 5 cm de diamètre forme un arbuste aussi haut que large. Ses fleurs sont bien réparties le long des branches comme des guirlandes. Sa couleur passe progressivement du jaune vif à l'ivoire sous l'effet du soleil. Le parfum à dominante musquée n'est pas très puissant mais agréable. 'Canary Bird' a la particularité d'être l'un des premiers à fleurir dès le début avril et sa floraison dure un mois. Bien que ce ne soit pas un rosier remontant, on observe parfois une très légère remontée en fin de saison,.
Son feuillage, de 7 à 13 folioles elliptiques de 1 à 2 cm de long est de couleur vert grisâtre.
Ce rosier ne nécessite aucun soin particulier, hormis la suppression des rameaux secs ou trop grêles. Les fleurs se forment sur des branches de moins de 5 mm de diamètre.
Sa taille avoisine 2,0 m.

## Ascendance
Il est généralement présenté comme issu du croisement Rosa xanthina × Rosa hugonis, par la littérature horticole. Néanmoins, Rosa hugonis n'est plus reconnue comme espèce à part entière de manière scientifique et est ramenée au rang de forme de l'espèce Rosa xanthina : Rosa xanthina f. hugonis. Aussi l'origine hybride de 'Canary Bird' serait réduite à un croisement entre deux formes de Rosa xanthina, c'est-à-dire à une hybridation très ténue.